# Labisia steenisiana
Labisia steenisiana är en viveväxtart som beskrevs av Sunarno. Labisia steenisiana ingår i släktet Labisia och familjen viveväxter. Inga underarter finns listade i Catalogue of Life.